# Gallos de Aguascalientes
Para el equipo de baloncesto, véase Gallos de Aguascalientes (baloncesto).
Gallos de Aguascalientes fue un equipo de fútbol profesional mexicano. Muy querido y fundado en la ciudad de Aguascalientes, Aguascalientes, participó en la Segunda División de México, en Primera División 'A' de México y se quedó a solo un partido de fromar parte de la Primera División de México.
Jugaba el Superclásico del Ascenso contra los también desaparecidos Real Sociedad de Zacatecas.

## Segunda División Profesional
En 1992, aparece en el marco futbolístico de México, en la Segunda División de México y sólo con jugadores mexicanos. Sus juegos los realizaban en el extinto "Estadio Municipal de Aguascalientes".
Las temporadas de 1994-95 y de 1995-96 fueron de acoplamiento para el equipo hidrocálido. En el torneo invierno 1996, el equipo fue el superlíder del torneo, pero perdió la final con el Bachilleres, en el Estadio Jalisco.
En el torneo invierno 1997, nuevamente son superlíderes del torneo y vuelven a llegar a la final de la Segunda División, ahora contra los Delfines de Xalapa, al que le ganaron en la final, para posteriormente disputar contra los Monarcas de Zitácuaro el derecho de llegar a la división de ascenso del fútbol mexicano, la Primera "A" profesional; título que obtuvieron al derrotar con marcador global de 2-1, ganando con ello el ascenso a la Primera División 'A' de México.

## El ascenso: la Primera "A"
El primer año en la Primera "A" (torneo Verano '98), los Gallos cambiaron su uniforme tradicional y su logotipo, además de que se reforzó con cinco jugadores extranjeros. Este año el equipo fue el superlíder del torneo, quedando eliminado por Chivas Tijuana, en la ronda de cuartos de final. Con este equipo, el portero Pilar Reyes se despidió del fútbol profesional.
Ente 1998 y 1999 jugaron con los Gallos, jugadores como Iván Duarte y Alejandro Corona, vendidos a Cruz Azul.
En el torneo Invierno 2000, Gallos de Aguascalientes consiguió el campeonato, al derrotar a domicilio a La Piedad de La Piedad, Michoacán por 4-2. Este equipo campeón contaba con jugadores como Domingo "El Mingo" Ramírez, Carlos A. Salcido, Héctor Giménez, Marco Antonio "El Chato" Cervantes, Osvaldo Sánchez Ch., Gustavo Germán Gords, entre otros, bajo la dirección de Antonio Ascencio. El equipo perdió la final por el ascenso al máximo circuito.
En el torneo verano 2001, los Gallos de Aguascalientes tuvieron a su primer campeón goleador, se trató del uruguayo Héctor Giménez, con 16 tantos, de ellos 12 fueron asistencia de su compatriota Miguel Larrosa.
Otros jugadores destacados de los Gallos de Aguascalientes fueron: Miguel Larrosa, Mario Pérez y Rodolfo Espinoza, quienes con el cambio del Necaxa de la Ciudad de México a la ciudad hidrocálida se incorporaron a este equipo.

## Venta de la franquicia al Club Deportivo Guadalajara
Con la llegada del Necaxa a la ciudad de Aguascalientes, el gobierno del estado construyó un nuevo estadio (Estadio Victoria) en el mismo sitio donde se encontraba el viejo Estadio Municipal, lo cual afectó los juegos de los Gallos yéndose a jugar al Estadio Francisco Villa de Zacatecas a disputar los cuartos de final vs. Club Zacatepec y después al Estadio Olímpico de Aguascalientes, el último juego de Gallos en Aguascalientes fue ante el San Luis con una derrota de 0-2 y otra de 3-2 en San Luis en las semifinales del torneo de verano 2002.
En 2002, la franquicia de los Gallos de Aguascalientes se mudó a la ciudad de Guadalajara, Jalisco y se convirtió en el Club Deportivo Tapatío, al ser comprada por Francisco Cárdenas para convertirlo en la filial del C.D. Guadalajara. Aguascalientes se había quedado sin fútbol profesional por un año y medio hasta la llegada del Necaxa a la ciudad de Aguascalientes en 2003.
La franquicia fue refundada en 2012 para competir en la Tercera División de México, pero volvió a desaparecer en 2014.

## Palmarés

### Torneos nacionales
- Liga de Ascenso de México (1): Invierno 2000.
- Segunda División de México (1): Verano 1998
- Subcampeón de la Segunda División de México (2): 1996-1997, Invierno 1997.
- Subcampeón de la Final de Ascenso (1): 2000-01.